# Bistum Umzimkulu
Das Bistum Umzimkulu (lateinisch Dioecesis Umzimkulensis, englisch Diocese of Umzimkulu) ist eine in Südafrika gelegene römisch-katholische Diözese mit Sitz in Umzimkhulu. 

## Geschichte
Das Bistum Umzimkulu wurde am 21. Februar 1954 von Papst Pius XII. aus Gebietsabtretungen des Bistums Mariannhill errichtet und dem Erzbistum Durban als Suffraganbistum unterstellt.

## Bischöfe von Umzimkulu
- 1954–1967 Pius Bonaventura Dlamini FFJ
- 1986–1994 Gerard Sithunywa Ndlovu
  - 1994–2008 Wilfrid Fox Napier OFM (Apostolischer Administrator)
- 2008–0000 Stanisław Jan Dziuba OSPPE